# 尼玛扎西 (1964年)
尼玛扎西（藏語：ཉི་མ་བཀྲ་ཤིས་，威利转写：nyi ma bkra shis；1964年6月—），藏族，计算机科学家，中国工程院院士。他是藏文编码标准的开拓者，被誉为“西藏IT之父”。

## 生平
尼玛扎西出生于西藏拉萨（一说察隅）。他于1988年毕业于华东师范大学计算机科学专业。此后回到西藏，任教于西藏大学，长期从事藏文信息处理领域的研究工作。1997年破格晋升副教授。2009年获四川大学博士学位。现为西藏大学信息科学技术学院院长。2023年当选中国工程院信息与电子工程学部院士。他曾获得过何梁何利基金科学与技术创新奖（2017年）、西藏自治区科学技术杰出贡献奖（2020年）、中国计算机学会自然语言处理专业委员会中文计算特别贡献奖（2021年）、全国五一劳动奖章（2021年）等奖项。